# Ганна Ваддінгем
Ганна Ваддінгем (англ. Hannah Waddingham) (28 липня 1974 , Вондзвортd, Англія ) — британська акторка та співачка. Найбільш відома роллю Ребекки Велтон у комедійному серіалі «Тед Лассо» (2020–нині), за яку отримала премію Primetime Emmy за найкращу жіночу роль другого плану в комедійному серіалі у 2021 році та премію «Вибір критиків» за найкращу жіночу роль другого плану у комедійний серіал у 2021 та 2022 роках Також з'являлася в ряді шоу Вест-Енду, включаючи Spamalot, відродження фільму «В ліс» у Ріджентс-парку 2010 року та Чарівник країни Оз як Зла Відьма Заходу; та отримала три номінації на премію Лоуренса Олів'є за свою роботу.
Брала участь у фільмі «Знедолені» та п'ятому сезоні серіалу HBO «Гра престолів» у ролі Септи Унелли у 2015 році Ваддінгем знялася в британському психологічному трилері «Зимовий хребет», а з 2019 року виконує роль другого плану в серіалі «Сексуальна освіта».

## Ранні роки
Ваддінгем народилася в Вандзворті, Лондон. Її мати, Мелоді Келлі, була оперною співачкою, як і її дідусь та бабуся по материнській лінії. Її мати приєдналася до Англійської національної опери, коли Ваддінгем було 8 років, тому з дитинства вона росла в оточені театру.
Ваддінгем є випускникницею Академії живих і записаних мистецтв. Її вокальний діапазон складає чотири октави. Ваддінгем почала працювати в театрі, де грала в інтерактивній комедії Весілля Джоні та Джини.

## Кар'єра

### Театральна кар'єра
Ваддінгем була акторкою як на лондонському Вест-Енді, так і на Бродвеї в Нью-Йорку. Вона зіграла Starbird у Космічна родина Робінзонів та Сюзанну Валадон у Лотрек.
Зобразила Володарку Озера в Спамалот у лондонській постановці та на Бродвеї. За цю роль була номінована на премію Олів'є. Отримала видатні відгуки за роль Дезіре Армфельдт у відновленій п'єсі Тревора Нанна «Маленька нічна музика», зокрема, була названа "Джоанною Ламлі музичного театру". У 2010 році Ваддінгем отримала ще одну номінацію на премію Олів'є за найкращу жіночу роль у мюзиклі за свою гру у «Нічній музиці» .
У середині 2010 року Ваддінгем втілила Відьму в постановці «В ліс» у лондонському Open Air Theatre. Вона виконала роль Злої Відьми із Заходу у постановці Вест-Енду «Чарівник країни Оз», прем'єра якої відбулася 1 березня 2011 року в лондонському «Палладіумі», і першою виконала нову пісню Ллойда Веббера та Тіма Райса «Red». Туфлі Блюз". Вона залишила виробництво 4 вересня 2011 року За свою гру Ваддінгем отримала нагороду Whatsonstage.com Theatergoers Choice Award за найкращу жіночу роль другого плану в мюзиклі.
У 2012 році Ваддінгем виконала головну роль у відновленні п'єси Поцілуй мене, Кейт театру Chichester Festival Theatre. У листопаді 2012 року шоу було перенесене в театр Old Vic Theatre на південному березі Лондона.

### Акторська кар'єра
У 2011 році Ваддінгем з'явилася в 3 серії 4 сезону популярного ситкому BBC «Не виходити». Вона зіграла Джейн, акторки порнофільму, який знімався в шоу.
У 2012 році виконала невелику роль у фільмі «Знедолені», а у 2014 році — в комедії ITV «Бенідорм».
Ваддінгем зіграла Септу Унеллу у 5 і 6 сезонах «Гри престолів». Вона почала зніматися через 9 тижнів після народження доньки, самостійно виконавши трюки для сцени, в якій її кидали у воду. На прощання з серіалом вона отримала знаковий для своєї ролі «дзвінок сорому». Виконує роль Софії Маркетті у серіалі Netflix «Сексуальна освіта».

## Співачка
У 2000 році Ваддінгем виконала роль Крістін у мюзиклі Ендрю Ллойда Веббера та Бена Елтона «Прекрасна гра» в лондонському Вест-Енді. У жовтні 2000 року Ваддінгем (відома як «Hannah») випустила сингл із піснею «Our Kind of Love». Сингл посів 41 місце в чартах Великої Британії.
Пізніше вона виконала роль Starbird у записі саундтреку Космічна родина Робінзонів (композитори: Джуліан Батлер і Стівен Батлер), випущеному Pop! Записи відбулися в травні 2002 року, одночасно з виставою (також за участю Ваддінгем у ролі Starbird), яка тривала 3 тижні в лондонському театрі Pleasance.

## Особисте життя
Ваддінгем має стосунки з італійським бізнесменом Джанлукою Куньєтто. У 2014 вона народила дочку, яка має аутоімунне захворювання, пурпуру Геноха-Шенлейна. Ваддінгем зберігає свою нагороду «Еммі» в спальні доньки, щоб нагадувати їй, що «матуся буде далеко лише з поважної причини».

## Фільмографія

### Фільми
| Рік  | Назва                                             | Роль               | Примітки  |
| ---- | ------------------------------------------------- | ------------------ | --------- |
| 2008 | Як втрачати друзів і змусити всіх тебе ненавидіти | Елізабет Меддокс   |           |
| 2012 | Знедолені                                         | працівниця заводу  |           |
| 2018 | Зимова гряда                                      | Джоан Гілл         |           |
| 2019 | Шахрайки                                          | Шираз              |           |
| 2022 | Фокус-покус 2                                     | Мати Відьма        |           |
| 2024 | Каскадер                                          | продюсерка         |           |
| 2024 | Ґарфілд у кіно                                    | Джинкс             | озвучення |
| 2025 | Ліло і Стіч                                       | Головна Суддя      | озвучення |
| 2025 | Місія неможлива: Фінальна розплата                | контр-адмірал Нілі |           |

### Серіали
| Рік        | Назва                       | Роль                        | Примітки                                         |
| ---------- | --------------------------- | --------------------------- | ------------------------------------------------ |
| 2002       | Зчеплення                   | Дженні Турбот               |                                                  |
| 2002       | Бруксайд                    | Джорджина Севідж            | 1 епізод                                         |
| 2003, 2006 | Мій герой                   | Лула / Міранда / Терможінка |                                                  |
| 2005       | Вільям і Мері               | Пенелопа                    |                                                  |
| 2005       | Дружини футболістів         | Джулс                       |                                                  |
| 2005       | Hollyoaks: Let Loose        | Місіс Робертсон             |                                                  |
| 2006       | Єдиний хлопець для мене     | Меліса                      | Телевізійний фільм                               |
| 2008       | Лікарі                      | Діксі Дедмен                |                                                  |
| 2009       | М. І. Високий               | Аланна сахароза             | 1 епізод                                         |
| 2010       | Міс Марпл Аґати Крісті      | Лола Брюстер                | 1 епізод                                         |
| 2010-2011  | Моя родина                  | Кеті                        | 3 епізоди                                        |
| 2011       | Міс Марпл Аґати Крісті      | Лола Брюстер                | 1 епізод                                         |
| 2011       | Не виходити                 | Джейн                       | 1 епізод                                         |
| 2012       | Погана освіта               | Лоретта                     | 1 епізод                                         |
| 2014       | Наше веселе весілля: мюзикл | камео                       |                                                  |
| 2014       | Бенідорм                    | Тоня Дайк                   | Головна роль, 7 серій (6 сезон)                  |
| 2015       | Партнери по злочину         | світловолоса вбивця         | 3 епізоди; мінісеріал                            |
| 2015-2016  | Гра престолів               | Септа Унелла                | 8 серій                                          |
| 2016       | Весь Всесвіт                | камео                       |                                                  |
| 2016       | Джош                        | Філіпа                      |                                                  |
| 2017       | 12 мавп                     | Магдалина                   |                                                  |
| 2018–2019  | Криптон                     | Джакс-Ур / Села-Сонн        | Повторювані (1 сезон); у головній ролі (2 сезон) |
| 2019–2023  | Сексуальна освіта           | Софія Маркетті              | Повторювана роль, 11 епізодів                    |
| 2020–2023  | Тед Лассо                   | Ребекка Велтон              | Головна роль                                     |
| 2021       | Убивства в Мідсомері        | Мімі Дагмар                 | 1 епізод                                         |
| 2022       | RuPaul's Drag Race UK       | Запрошена суддя             | Серія 4                                          |
| 2022       | Віллоу                      | Губерт                      | 1 епізод                                         |
| 2023       | Том Джонс                   | Леді Белластон              | 4 епізоди; завершено                             |

### Театр
| Рік            | Назва                      | Роль                            | Театр                                         | Місцезнаходження |
| -------------- | -------------------------- | ------------------------------- | --------------------------------------------- | ---------------- |
| 2000–2001      | Красива гра                | Крістін                         | Кембриджський театр                           | Уест-Енд         |
| 2002           | Космічна родина Робінзонів | Starbird                        | Pleasance Theatre Islington                   | Лондон           |
| 2006           | Погані дівчата: мюзикл     | Ніккі Вейд                      | Театр у Західному Йоркширі                    | Лідс             |
| 2006–2007 2008 | Спамалот                   | Володарка озера                 | Паласовий театр, Вест-Енд </br> Театр Шуберта | Бродвей          |
| 2009           | Трохи нічної музики        | Дезіре Армфельдт                | Театр «Гаррік»                                | Вест-Енд         |
| 2010           | В ліс                      | Відьма                          | Театр під відкритим небом Ріджентс Парк       | Лондон           |
| 2011           | Чарівник країни Оз         | Міс Галч / Зла відьма           | Лондонський паладій                           | Вест-Енд         |
| 2012           | Поцілуй мене, Кейт         | Ліллі Ванессі / Катаріна Мінола | Старий Вік                                    | Off-West End     |

## Нагороди та номінації
| Рік  | Нагорода                                   | Категорія                                                         | Робота              | Результат |        |
| ---- | ------------------------------------------ | ----------------------------------------------------------------- | ------------------- | --------- | ------ |
| 2007 | Нагороди WhatsOnStage                      | Найкраща жіноча роль у мюзиклі                                    | Спамалот            | Номінація | [ 28 ] |
| 2007 | Нагороди Лоуренса Олів'є                   | Найкраща жіноча роль у мюзиклі                                    | Спамалот            | Номінація | [ 29 ] |
| 2010 | Нагороди WhatsOnStage                      | Найкраща жіноча роль у мюзиклі                                    | Трохи нічної музики | Номінація | [ 30 ] |
| 2010 | Нагороди Лоуренса Олів'є                   | Найкраща жіноча роль у мюзиклі                                    | Трохи нічної музики | Номінація | [ 31 ] |
| 2013 | Нагороди Лоуренса Олів'є                   | Найкраща жіноча роль у мюзиклі                                    | Поцілуй мене, Кейт  | Номінація | [ 32 ] |
| 2013 | Нагороди WhatsOnStage                      | Найкраща жіноча роль у мюзиклі                                    | Поцілуй мене, Кейт  | Номінація | [ 33 ] |
| 2021 | Премія Гільдії кіноакторів                 | Видатна гра ансамблю в комедійному серіалі                        | Тед Лассо           | Номінація | [ 34 ] |
| 2021 | Телевізійна премія Critics' Choice         | Найкраща акторка другого плану в комедійному серіалі              | Тед Лассо           | Перемога  | [ 35 ] |
| 2021 | TV Awards Асоціації Голлівудських критиків | Найкраща акторка другого плану в комедійному серіалі              | Тед Лассо           | Перемога  | [ 36 ] |
| 2021 | Міжнародна онлайн-кінопремія               | Найкраща акторка другого плану в комедійному серіалі              | Тед Лассо           | Перемога  |        |
| 2021 | Прайм-тайм премії Еммі                     | Найкраща акторка другого плану в комедійному серіалі              | Тед Лассо           | Перемога  | [ 37 ] |
| 2021 | Нагороди Асоціації телевізійних критиків   | Індивідуальні досягнення в комедії                                | Тед Лассо           | Номінація | [ 38 ] |
| 2021 | Золотий глобус                             | Найкраща акторка другого плану — серіал, мінісеріал або телефільм | Тед Лассо           | Номінація |        |
| 2022 | Премія Гільдії кіноакторів                 | Видатна гра акторки в комедійному серіалі                         | Тед Лассо           | Номінація | [ 39 ] |
| 2022 | Премія Гільдії кіноакторів                 | Видатна гра ансамблю в комедійному серіалі                        | Тед Лассо           | Перемога  | [ 39 ] |
| 2022 | Прайм-тайм премії Еммі                     | Найкраща акторка другого плану в комедійному серіалі              | Тед Лассо           | Номінація | [ 40 ] |